# Bellonidi
Bellonidi è un termine controverso, usato da alcuni genealogisti verso la fine del XX secolo per riferirsi ai discendenti del leggendario conte Bellone I di Carcassonne (755-812), alcuni dei quali esercitarono il potere nella contea di Barcellona e in diverse entità dell'Occitania durante il Medioevo.
In particolare, i sovrani del casato di Barcellona che ressero la Corona d'Aragona (1162-1410) sarebbero appartenuti a questa ampia dinastia.

## Storia
L'origine dinastica viene fatta risalire al nobile visigoto Bellone, che fu signore di Carcassonne, Urgell, Cerdagna, Conflent, Barcellona e di molte altre contee e marche in Catalogna e Settimania, nel IX secolo. 
Suo figlio, storicamente accertato, fu Goffredo il Villoso, la cui discendenza maschile diretta si estinse nel XV secolo, con il re d'Aragona Martino I. 
Nell'878 il conte Raimondo Berengario IV il Giovane (o il Santo) divenne anche principe d'Aragona fondando la Casa di Barcellona che durò fino alla morte di Martino I, avvenuta nel 1410. 

## Uso nella storiografia
Il termine "Bellonidi" si cominciò ad usare a partire dal XIX secolo.
Ciononostante oggi il termine è caduto quasi del tutto in disuso, mentre si usano le espressioni Conti di Barcellona e soprattutto Casa di Barcellona. Il genealogista catalano Armand de Fluvià ha tentato di diffonderne di nuovo l'uso alla fine del XX secolo.